# ゴールドジュニア (笠松競馬)
ゴールドジュニアは、岐阜県地方競馬組合が笠松競馬場ダート1600mで施行する地方競馬の重賞（SPIII）競走である。正式名称は「スポーツ報知杯 ゴールドジュニア」。

## 概要
1977年に笠松競馬場のダート1600mのサラブレッド系4歳（現3歳）牡馬・牝馬の東海所属馬限定の別定重量の重賞競走「名古屋タイムズ杯 ゴールドジュニア」として創設。1996年は大雪の影響で開催されなかった。
1996年度（1997年）からは東海地区重賞格付け制度施行によりSPIII（スーパープレステージスリー）に格付けされ、更に北陸・東海地区交流競走として施行、金沢所属の競走馬が出走可能になり、この年から1着馬に、中央競馬の皐月賞のトライアル競走の北陸・東海地区（2000年からは近畿地区、2007年からは中国地区を含む）のブロック代表馬として皐月賞トライアル（弥生賞ディープインパクト記念・スプリングステークス・若葉ステークス）への出走権が与えられる。
2000年からは北陸・東海・近畿地区交流競走として施行、兵庫所属が出走可能になり、更に2007年からは北陸・東海・近畿・中国地区交流競走となり、福山所属の競走馬が出走可能になったが、2013年に福山競馬が廃止となったため、2014年に北陸・東海・近畿地区交流に戻った。2025年より東海所属馬限定競走として施行される。
2009年は名古屋タイムズ社が2008年10月31日の発行分をもって休刊したことにより優勝杯の提供から撤退し、名称を「ゴールドジュニア」に変更し、2010年からはスポーツニッポン新聞社から優勝杯の提供を受け、名称を「スポーツニッポン杯 ゴールドジュニア」に変更した。2013年からは日刊スポーツ新聞社から優勝杯の提供を受け、名称が「日刊スポーツ杯 ゴールドジュニア」となった。2019年からは「スポーツ報知杯 ゴールドジュニア」の名称で施行。

### 条件・賞金（2025年）
出走資格
サラブレッド系3歳、東海所属（本年1月24日までに東海所属として出走歴が必要）。
- 出走枠は笠松所属6頭以上、名古屋所属4頭以下。

負担重量
別定（56kg、牝2kg減）
賞金額
1着400万円、2着140万円、3着80万円、4着40万円、5着20万円、着外4万円。
副賞
スポーツ報知新聞社賞、岐阜県地方競馬組合管理者賞。

## 歴史
- 1977年 - 笠松競馬場のダート1600mのサラブレッド系4歳（現3歳）牡馬・牝馬の東海所属馬限定の別定重量の重賞競走「名古屋タイムズ杯 ゴールドジュニア」として創設。
- 1985年 - 笠松の町野良隆が騎手として史上初の連覇。
- 1988年 - 当時、笠松所属の安藤勝己が騎手として史上2人目の連覇。
- 1991年
  - 第14回（1990年）優勝のマツクスフリート（母：ヒカリホマレ）の半弟マックスブレインが勝利し、当競走で史上初の姉弟制覇を達成した。
  - 笠松の荒川友司が調教師として史上初の連覇。
- 1996年 - 大雪の影響で開催中止。
- 1997年
  - 東海地区重賞格付け制度施行によりSPIIIに格付け。
  - この年から北陸・東海地区交流競走として施行され、出走条件を「サラブレッド系4歳（現3歳）牡馬・牝馬の北陸・東海所属馬」に変更。
  - 1着馬のみ、皐月賞トライアルの出走権が付与される様になる。
  - 当時、笠松所属の安藤光彰が騎手として史上3人目の連覇。
- 1998年 - 笠松の荒川友司が調教師として史上2度目の連覇。
- 1999年 - 金沢のゴルデンコークが東海地区以外の地方所属馬として初優勝。
- 2000年 - この年から北陸・東海・近畿地区交流競走として施行され、出走条件を「サラブレッド系4歳（現3歳）牡馬・牝馬の北陸・東海・近畿所属馬」に変更。
- 2001年 - 馬齢表示の国際基準への変更に伴い、出走条件が「サラブレッド系4歳牡馬・牝馬の北陸・東海・近畿所属馬」から「サラブレッド系3歳牡馬・牝馬の北陸・東海・近畿所属馬」に変更。
- 2006年 - 笠松の松原義夫が調教師として史上3度目の連覇、かつ史上2人目の連覇。
- 2007年 - この年から北陸・東海・近畿・中国地区交流競走として施行され、出走条件を「サラブレッド系3歳牡馬・牝馬の北陸・東海・近畿・中国所属馬」に変更。
- 2009年 - 名古屋タイムズ社が優勝杯の提供から撤退し、名称を「ゴールドジュニア」に変更。
- 2010年
  - スポーツニッポン新聞社から優勝杯の提供を受け、名称を「スポーツニッポン杯 ゴールドジュニア」に変更。
  - スタリオンシリーズ競走に指定。
  - 笠松の濱口楠彦が騎手として史上4人目の連覇。
- 2011年
  - 笠松の濱口楠彦が騎手として史上初の3連覇。
  - 笠松の柳江仁が調教師として史上4度目の連覇、かつ史上3人目の連覇。
- 2013年 - 日刊スポーツ新聞社から優勝杯の提供を受け、名称を現在の「日刊スポーツ杯 ゴールドジュニア」に変更。
- 2014年 - 福山競馬場の廃止により中国地区に競馬場が存在しなくなり、再び出走条件を「サラブレッド系3歳牡馬・牝馬の北陸・東海・近畿所属馬」に変更。
- 2019年 - 名称を「スポーツ報知杯 ゴールドジュニア」に変更。
- 2021年 - 不祥事の影響による開催自粛で施行されず。
- 2023年 - 施行時期を1月から2月、出走条件も「3歳牡馬・牝馬」から「3歳」にそれぞれ変更。
- 2024年 - SPIIに昇格[4]。
- 2025年 - 出走条件を「サラブレッド系3歳の東海所属馬」に変更。
- 2026年 - 格付けを再びSPIIIに降格予定。

## 歴代優勝馬
| 回数   | 施行年月日    | 優勝馬             | 性齢     | 所属     | タイム   | 優勝騎手   | 管理調教師 |
| ------ | ------------- | ------------------ | -------- | -------- | -------- | ---------- | ---------- |
| 第1回  | 1977年1月19日 | マツカゼロツク     | 牡3      | 愛知     | 1:45.4   | 酒井章     | 信次英治   |
| 第2回  | 1978年1月22日 | タツノベースン     | 牡3      | 愛知     | 1:45.6   | 伊藤光雄   | 野島三喜雄 |
| 第3回  | 1979年1月15日 | エイブルダイオー   | 牡3      | 笠松     | 1:45.0   | 安藤光彰   | 梶原軍造   |
| 第4回  | 1980年1月16日 | リユウネーシヨン   | 牡3      | 笠松     | 1:43.5   | 町野良隆   | 大橋憲     |
| 第5回  | 1981年1月11日 | フジノシンゲキ     | 牡3      | 笠松     | 1:43.9   | 安藤光彰   | 伏見憲男   |
| 第6回  | 1982年1月10日 | ベンテンナスコ     | 牡3      | 笠松     | 1:44.3   | 井上孝彦   | 荒川友司   |
| 第7回  | 1983年1月12日 | マサシバオー       | 牡3      | 笠松     | 1:42.6   | 川原正一   | 後藤四季治 |
| 第8回  | 1984年1月11日 | リユウズイシヨウ   | 牡3      | 笠松     | 1:44.4   | 町野良隆   | 柳江俊明   |
| 第9回  | 1985年1月9日  | イズミサンテゴ     | 牡3      | 笠松     | 1:44.3   | 町野良隆   | 山下清春   |
| 第10回 | 1986年1月8日  | ドントツプ         | 牡3      | 笠松     | 1:42.1   | 井上孝彦   | 梶原軍造   |
| 第11回 | 1987年1月11日 | シヤトーグリン     | 牡3      | 笠松     | 1:43.4   | 安藤勝己   | 吉田秋好   |
| 第12回 | 1988年1月10日 | オグリキヤツプ     | 牡3      | 笠松     | 1:41.8   | 安藤勝己   | 鷲見昌勇   |
| 第13回 | 1989年1月13日 | ミツアキグシケン   | 牡3      | 笠松     | 1:42.5   | 川原正一   | 後藤義亮   |
| 第14回 | 1990年1月10日 | マツクスフリート   | 牝3      | 笠松     | 1:42.9   | 安藤勝己   | 荒川友司   |
| 第15回 | 1991年1月13日 | マックスブレイン   | 牡3      | 笠松     | 1:42.4   | 井上孝彦   | 荒川友司   |
| 第16回 | 1992年1月12日 | トミシノポルンガ   | 牡3      | 笠松     | 1:43.8   | 天野貢     | 加藤健     |
| 第17回 | 1993年1月13日 | サブリナチェリー   | 牡3      | 笠松     | 1:42.5   | 安藤勝己   | 荒川友司   |
| 第18回 | 1994年1月12日 | マルカショウグン   | 牡3      | 笠松     | 1:43.3   | 今井孝一   | 神部幸夫   |
| 第19回 | 1995年1月11日 | ベッスルキング     | 牡3      | 笠松     | 1:44.0   | 安藤光彰   | 飯千秀人   |
| 第20回 | 1996年1月10日 | 開催中止           | 開催中止 | 開催中止 | 開催中止 | 開催中止   | 開催中止   |
| 第21回 | 1997年1月26日 | トミケンライデン   | 牡3      | 笠松     | 1:43.4   | 安藤光彰   | 荒川友司   |
| 第22回 | 1998年1月28日 | エフワンライデン   | 牡3      | 笠松     | 1:41.8   | 安藤勝己   | 荒川友司   |
| 第23回 | 1999年1月27日 | ゴルデンコーク     | 牡3      | 金沢     | 1:42.0   | 渡辺壮     | 服部道夫   |
| 第24回 | 2000年1月23日 | ミツアキサイレンス | 牡3      | 笠松     | 1:42.6   | 川原正一   | 粟津豊彦   |
| 第25回 | 2001年1月24日 | フジノテンビー     | 牡3      | 笠松     | 1:41.2   | 安藤勝己   | 中山義宣   |
| 第26回 | 2002年1月24日 | ホクザンフィールド | 牡3      | 兵庫     | 1:43.3   | 小牧太     | 橋本忠男   |
| 第27回 | 2003年1月24日 | ワンダーエクセル   | 牡3      | 笠松     | 1:39.5   | 濱口楠彦   | 原隆男     |
| 第28回 | 2004年2月6日  | ケイジーロマン     | 牝3      | 笠松     | 1:45.8   | 東川公則   | 後藤保     |
| 第29回 | 2005年1月28日 | クインオブクイン   | 牝3      | 笠松     | 1:45.1   | 濱口楠彦   | 松原義夫   |
| 第30回 | 2006年1月27日 | オクトパス         | 牡3      | 笠松     | 1:43.4   | 尾島徹     | 松原義夫   |
| 第31回 | 2007年1月25日 | マツノショウマ     | 牡3      | 金沢     | 1:48.4   | 桑野等     | 小原典夫   |
| 第32回 | 2008年1月25日 | ケイゾク           | 牡3      | 笠松     | 1:44.7   | 東川公則   | 井上孝彦   |
| 第33回 | 2009年1月22日 | ブラックポイント   | 牡3      | 笠松     | 1:43.8   | 濱口楠彦   | 松原義夫   |
| 第34回 | 2010年2月12日 | ラブミーチャン     | 牝3      | 笠松     | 1:42.6   | 濱口楠彦   | 柳江仁     |
| 第35回 | 2011年2月18日 | ミラノボヴィッチ   | 牝3      | 笠松     | 1:44.0   | 濱口楠彦   | 柳江仁     |
| 第36回 | 2012年2月17日 | アウヤンテプイ     | 牡3      | 笠松     | 1:41.4   | 尾島徹     | 柴田高志   |
| 第37回 | 2013年2月15日 | ゴールドブラザー   | 牡3      | 笠松     | 1:42.6   | 佐藤友則   | 鈴木良文   |
| 第38回 | 2014年1月23日 | トーコーガイア     | 牡3      | 兵庫     | 1:43.0   | 木村健     | 吉行龍穂   |
| 第39回 | 2015年1月22日 | ジュエルクイーン   | 牝3      | 愛知     | 1:41.6   | 岡部誠     | 川西毅     |
| 第40回 | 2016年1月28日 | ハイジャ           | 牡3      | 笠松     | 1:42.9   | 佐藤友則   | 井上孝彦   |
| 第41回 | 2017年1月26日 | セレニティフレア   | 牝3      | 笠松     | 1:43.1   | 東川公則   | 後藤正義   |
| 第42回 | 2018年1月25日 | ノブイチ           | 牡3      | 金沢     | 1:43.2   | 岡部誠     | 鈴木長次   |
| 第43回 | 2019年1月24日 | オオエフォーチュン | 牡3      | 兵庫     | 1:41.9   | 山田雄大   | 住吉朝男   |
| 第44回 | 2020年1月23日 | ガミラスジャクソン | 牡3      | 兵庫     | 1:41.1   | 鴨宮祥行   | 長南和宏   |
| 第45回 | 2021年1月21日 | 開催中止           | 開催中止 | 開催中止 | 開催中止 | 開催中止   | 開催中止   |
| 第46回 | 2022年1月27日 | バウチェイサー     | 牡3      | 兵庫     | 1:44.5   | 笹田知宏   | 新子雅司   |
| 第47回 | 2023年2月9日  | ニシケンボブ       | 牡3      | 兵庫     | 1:42.8   | 吉村智洋   | 高本友芳   |
| 第48回 | 2024年2月8日  | ミトノウォリアー   | 牡3      | 愛知     | 1:43.1   | 岡部誠     | 角田輝也   |
| 第49回 | 2025年2月4日  | ページェント       | 牡3      | 愛知     | 1:43.8   | 友森翔太郎 | 塚田隆男   |

※馬齢は2000年以前についても現表記を用いる。

#### 各回競走結果の出典
- ゴールドジュニア 歴代優勝馬 地方競馬全国協会